# 圧痛
医学領域における圧痛(あっつう、英: tenderness)とは圧迫に際して生じる痛みあるいは不快症状。圧痛を示す領域を圧痛点と呼び、特定の部位に圧痛点が生じる疾病も存在するため診断要素の一つとなる。

## 例
- McBurney 圧痛点: 虫垂炎でみられることがある。
- Solar 圧痛点: 同上
- Boaz 圧痛点: 胆のう炎, 胆のう結石症など胆のう疾患でみられることがある。
- Sawada-G 点: 同上
- Sawada-P 点: 膵炎などの膵疾患で圧痛を示すことがある。
- 線維筋痛症の診断基準

反跳痛(はんちょうつう、rebound tenderness)とは腹膜刺激兆候の一つである。